# Conférences de Brême
Les Conférences de Brême font référence à un cycle spécifique de quatre conférences qui firent date, données, en décembre 1949, sous le titre général Einblick in das was ist (Regard dans ce qui est), au Club de Brême par le philosophe allemand Martin Heidegger. Outre ce cycle particulier, dans ce lieu avait déjà  été prononcé en 1930 la conférence intitulée De l'aître de la vérité et que l'écoute du philosophe s'est poursuivie dans les années 1950 par huit autres conférences ainsi que divers séminaires.
Ce cycle de conférences « où s'articule l'ensemble de la pensée de la technique [...] puise très largement au travail secret des « traités impubliés », explicitant dans l'immédiat après guerre le « danger en l'Être » afférent au déferlement mondialisé du Nihilisme et de la métaphysique de la volonté de puissance », écrit Gérard Guest . Les titres des quatre conférences appartenant à ce cycle particulier se présentaient dans l'ordre suivant : Das Ding (La chose), Das Gestell (Le dispositif ), Die Gefahr (Le péril) et Die Kehre (Le tournant). « Chacune tient en un titre bref qui n'évoque pas un concept, moins encore une image, mais un trait décisif de l'Être » écrit Jean-François Mattéi.
- Das Ding . « La Chose » pour laquelle nous disposons sous le même titre d'une traduction par André Préau, dans les Essais et Conférences  d'une conférence prononcée le 6 juin 1950 devant l'Académie bavaroise des Beaux-Arts.
- Das Gestell ou  «Le  Dispositif » traduit par Servanne Jollivet publié en ligne sur le site CAIRN[4]
- Die Gefahr ou  « Le Péril » traduit par Hadrien France-Lanord, publié dans la revue L'Infini de l'été 2006[5].
- Die Kehre ou « le Tournant » traduit par Jean Lauxerois et Claude Roëls, publié chez Gallimard dans Question IV en 1990[6].